# Tampico (ciutat mexicana)
Tampico és la ciutat més important de l'estat mexicà de Tamaulipas, i el segon port més important del Golf de Mèxic, després de Veracruz. Fundada el 13 d'abril de 1823, després de diverses fundacions fallides des de l'època colonial, el seu nom prové del huastec tam-piko, "lloc de llúdries".

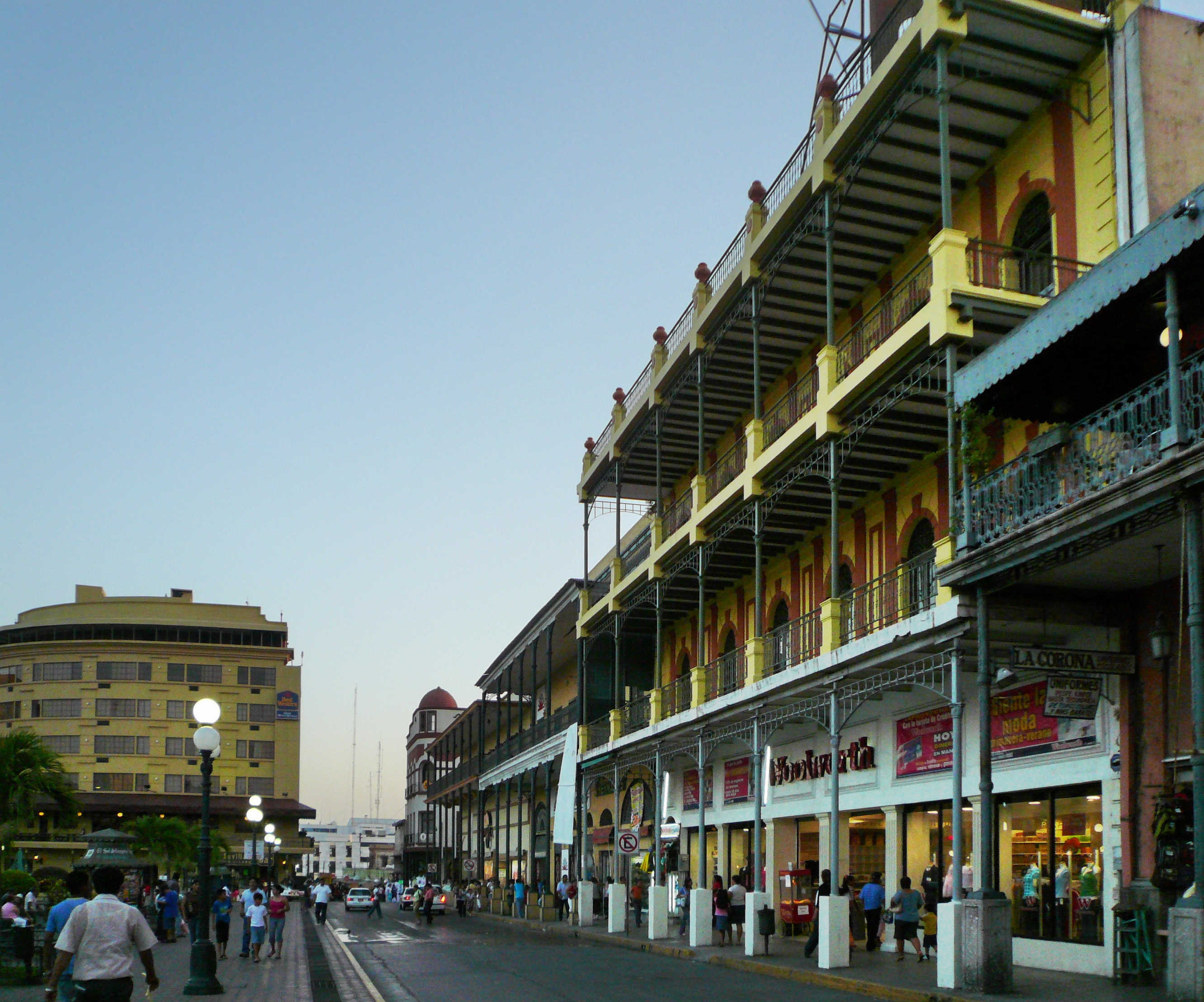
El Carrer Juárez a Tampico

El 2005 tenia 303.635 habitants, fent-la la quarta ciutat més poblada de l'estat de Tamaulipas, tot i que l'àrea metropolitana que l'envolta inclou les ciutats de Ciudad Madero i Altamira (al mateix estat) i Pánuco i Pueblo Viejo a l'estat de Veracruz, que en total sumen una població de 803.196 habitants, fent-la la quinzena conurbació més gran del país. L'extracció de petroli és la indústria més important de la ciutat.

## Persones il·lustres
- Plácido Arango Arias (n.1931), empresari.
- Subcomandant Marcos (19 juny 1957) capità insurgent